# Dagana (Tchad)
Pour les articles homonymes, voir Dagana.
Le Dagana est un des 3 départements composant la région du Hadjer-Lamis au Tchad. Son chef-lieu est Massakory.

## Subdivisions
Le département du Dagana est divisé en 3 sous-préfectures :
- Massakory ;
- Tourba ;
- Karal.

## Administration
Préfets du Dagana (depuis 2002)
- 9 octobre 2008 : Taher Hissein Haggar[1]